# Sfireh
Sfireh, o Mrah Es-Sfire (in arabo سفيرة), è un centro abitato e comune (municipalité) del Libano situato nel distretto di Minieh e Dinnieh, governatorato del Nord Libano.